# Jagged Edge

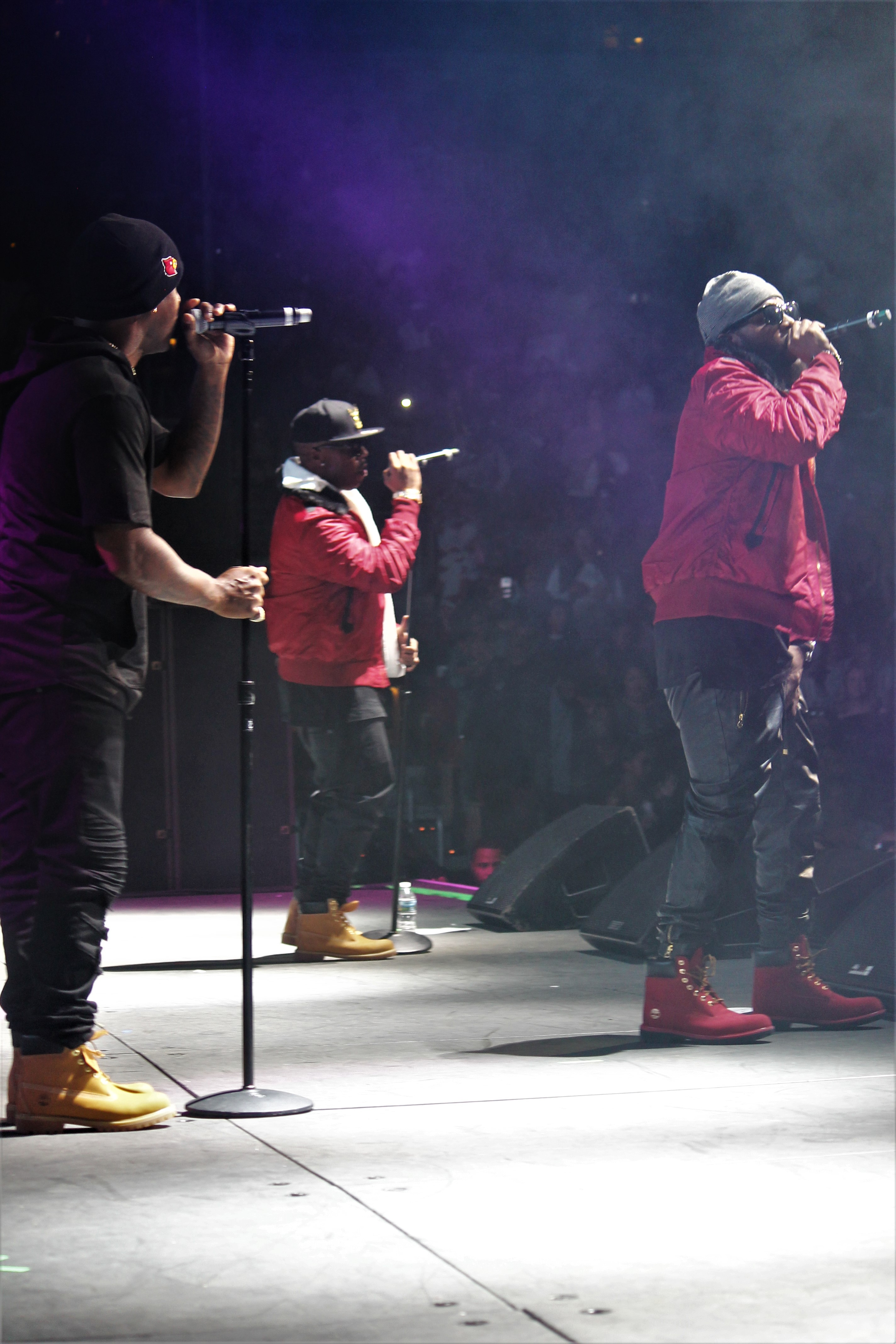
Jagged Edge

Jagged Edge es una boyband americana de R&B que en un principio firmó por la compañía discográfica de Jermaine Dupri llamada So So Def de Columbia Records. El grupo está formado por los gemelos Brian Casey (conocido como Brasco) y Brandon Casey (Case Dinero, nacido el 13 de octubre de 1975), Kyle Norman (Quick) y Richard Wingo (Wingo). El grupo tiene un estilo similar a New Edition, Jodeci y Dru Hill, y la mayoría de sus singles de éxito están producidos por Dupri. 
Con la disolución de Dru Hill en 1999, Jagged Edge se convirtió en el grupo masculino más popular de R&B, grabando éxitos como "He Can't Love U", "Let's Get Married " y "Where the Party At" (con Nelly). El grupo continuó en Columbia cuando Dupri y So So Deft abandonaron por Arista Records en 2003. Su último álbum Jagged Edge, salió a la venta el 9 de mayo de 2006 bajo Columbia/Sony Music Urban.

## Discografía

### Álbumes
- 1998: A Jagged Era #104 US (Oro)
- 2000: J.E. Heartbreak #8 US (2x Platino)
- 2001: Jagged Little Thrill #3 US (Platino)
- 2003: Hard #3 US (Oro)
- 2006: Jagged Edge #4 US
- 2007: Baby Makin' Project

### Singles de éxito
- 1997: "The Way That You Talk"
- 1998: "Gotta Be"
- 1999: "He Can't Love You"
- 2000: "Let's Get Married"
- 2000: "Promise"
- 2001: "Where The Party At" (feat. Nelly)
- 2001: "Goodbye"
- 2003: "Walked Outta Heaven"
- 2004: "What's It Like"
- 2005: "Nasty Girl" (Notorious B.I.G. feat. P. Diddy, Nelly, Jagged Edge & Avery Storm)
- 2005: "So Amazing" (feat. Voltio)
- 2006: "Good Luck Charm"
- 2006: "Stunnas" (feat. Jermaine Dupri)
- 2007: "Put A Lil Umph In It" (feat. Ashanti)